# Тело (алгебра)
Те́ло — кольцо с единицей, в котором каждый ненулевой элемент обратим. Иными словами, это множество с двумя операциями (сложение и умножение), обладающее следующими свойствами:
- образует абелеву группу относительно сложения;
- все ненулевые элементы образуют группу относительно умножения;
- имеет место дистрибутивность умножения относительно сложения.

Возникло как обобщение понятия поля (которое может быть определено как тело с коммутативным умножением). По теореме Веддербёрна всякое конечное тело является полем. Самый известный пример тела, не являющегося также полем — тело кватернионов {\displaystyle \mathbb {H} }.
По лемме Шура кольцо эндоморфизмов простого модуля является телом; причём каждое тело может быть получено из некоторого простого модуля таким образом. Центр тела является полем, любое тело является векторным пространством над своим центром и алгеброй над своим центром.
Топологическое тело — тело, наделённое топологией, в которой все основные операции непрерывны.
Обобщение — альтернативное тело — неассоциативное кольцо с единицей, в котором каждые два элемента порождают ассоциативное подтело.